# Pityohyphantes limitaneus
Pityohyphantes limitaneus är en spindelart som först beskrevs av James Henry Emerton 1915.  Pityohyphantes limitaneus ingår i släktet Pityohyphantes och familjen täckvävarspindlar. Inga underarter finns listade i Catalogue of Life.